# Neuilly-Crimolois
Neuilly-Crimolois é uma comuna francesa na região administrativa da Borgonha-Franco-Condado, no departamento de Côte-d'Or. Estende-se por uma área de 8.21 km², e possui 2.789 habitantes, segundo o censo de 2018, com uma densidade de 340 hab/km².
Foi criada, em 28 de fevereiro de 2019, a partir da fusão das antigas comunas de Neuilly-lès-Dijon e Crimolois.